# Chutes du Voile de la Mariée (chutes du Niagara)
Pour les articles homonymes, voir Voile de la Mariée.
Les chutes du Voile de la Mariée (en anglais : Bridal Veil Falls) sont des chutes d'eau du comté de Niagara, dans l'État de New York, aux États-Unis. D'une hauteur de 55 mètres, ces chutes formées par la Niagara font partie des chutes du Niagara. Elles sont protégées au sein du parc d'État de Niagara Falls.